# Саркоксі (Міссурі)
Саркоксі (англ. Sarcoxie) — місто (англ. city) в США, в окрузі Джеспер штату Міссурі. Населення — 1406 осіб (2020).

## Географія
Саркоксі розташоване за координатами 37°4′3″ пн. ш. 94°7′21″ зх. д. / 37.06750° пн. ш. 94.12250° зх. д. (37.067526, -94.122513).  За даними Бюро перепису населення США в 2010 році місто мало площу 2,80 км², уся площа — суходіл. В 2017 році площа становила 3,16 км², з яких 3,12 км² — суходіл та 0,04 км² — водойми.

## Демографія
Згідно з переписом 2010 року, у місті мешкало 1330 осіб у 526 домогосподарствах у складі 350 родин. Густота населення становила 474 особи/км².  Було 615 помешкань (219/км²).
Расовий склад населення:
| - 95,3 % — білих - 1,4 % — корінних американців - 0,5 % — азіатів - 0,2 % — чорних або афроамериканців - 0,1 % — вихідців з тихоокеанських островів |

До двох чи більше рас належало 2,2 %. Частка іспаномовних становила 1,4 % від усіх жителів.
За віковим діапазоном населення розподілялося таким чином: 26,9 % — особи молодші 18 років, 55,8 % — особи у віці 18—64 років, 17,3 % — особи у віці 65 років та старші. Медіана віку мешканця становила 38,9 року. На 100 осіб жіночої статі у місті припадало 89,5 чоловіків;  на 100 жінок у віці від 18 років та старших — 86,2 чоловіків також старших 18 років.
Середній дохід на одне домашнє господарство  становив 49 158 доларів США (медіана — 37 669), а середній дохід на одну сім'ю — 61 402 долари (медіана — 39 911). Медіана доходів становила 38 929 доларів для чоловіків та 26 172 долари для жінок. За межею бідності перебувало 18,3 % осіб, у тому числі 28,9 % дітей у віці до 18 років та 23,6 % осіб у віці 65 років та старших.
Цивільне працевлаштоване населення становило 498 осіб. Основні галузі зайнятості: виробництво — 21,1 %, освіта, охорона здоров'я та соціальна допомога — 18,7 %, роздрібна торгівля — 15,1 %.